# طالب الرفاعي (ممثل)
طالب الرفاعي (مواليد 4 يونيو 1981 - )، هو ممثل ومؤدي أصوات سوري عمل منذ عام 2008 مع مركز الزهرة في أقسام عديد منها قسم الترجمة والتدقيق والإعداد والتمثيل والإشراف. وهو ابن عم الممثل السوري الراحل زياد الرفاعي وأحد أقرباء الممثل وائل شرف والفنان الراحل صبحي الرفاعي والمدبلج باسل الرفاعي أبرز أدواره المفتش يامامورا في المحقق كونان. وماريوس في البؤساء وباسم في محققو الحيوانات والنمر الوردي الجزء الثاني وغيرها الكثير وهو من أبرز ممثلي مركز الزهرة. 

## أعماله
- المحقق كونان بدور المفتش يامامورا.
- المحقق كونان بدور أمورو تورو
- المحقق كونان بدور سينشي كودو الجديد
- المحقق كونان بدور يوساكو كودو
- دراغون بول زد كاي بدور جيسي.
- محققو الحيوانات بدور باسم.
- البؤساء بدور ماريوس.
- النمر الوردي الجزء 2 بدور بينك بانتر.
- سونيك القنفوذ السريع جزء 3 بدور سعدون.
- أبطال الكرة الجزء 2 بدور مازن ووالد غوران.
- أبطال الكرة الجزء 3 بدور تيريز.
- أبطال الكرة الجزء 4 بدور ديستا ومعلق المباريات الثاني.
- مونستر هانتر ستوريز رايد أون بدور ريفيرتو وستون.
- تصنيف الملوك بدور دايدا.
- نهوض بطل الدرع بدور موتوياسو كيتامورا.
- دراغون بول سوبر بدور ترانكس المستقبلي وهيت (الصوت الاول).
- دكتور ستون بدور سينكو أيشيغامي
- سباي إكس فاميلي بدور لويد فورجر( الشفق)